# Tosca (Südafrika)
Tosca ist ein Ort in der südafrikanischen Provinz Nordwest (North West). Er liegt in der Gemeinde Kagisano-Molopo im Distrikt Dr Ruth Segomotsi Mompati.

## Geographie
Tosca hat mehrere hundert Einwohner. Es ist der größte Ort des Gebiets Tosca-Molopo, das rund 1625 km² groß ist und auch den östlich gelegenen Ort Vergelee umfasst. Tosca-Molopo hat etwa 4500 Einwohner. Tosca liegt etwa 150 Kilometer nördlich von Vryburg. Das Klima ist semiarid.

## Geschichte
Tosca war Verwaltungssitz der Gemeinde Molopo, die 2011 mit Kagisano zur Gemeinde Kagisano-Molopo zusammengelegt wurde.

## Wirtschaft und Verkehr
Der Ort ist landwirtschaftlich orientiert. Es wird künstliche Bewässerung betrieben. Zwischen 1990 und 2000 sank der Wasserspiegel in dem Gebiet um 20 bis 60 Meter.
Die Fernstraße R378 führt von Ganyesa im Süden über Tosca zur botswanischen Grenze im Nordwesten. 